# Хигашимурајама
Хигашимурајама (јап. 東村山市) град је у Јапану у префектури Токио. Према попису становништва из 2005. у граду је живело 144.929 становника.

## Становништво
Према подацима са пописа, у граду је 2005. године живело 144.929 становника.
| 1995.   | 2000.   | 2005.   |
| ------- | ------- | ------- |
| 135.112 | 142.290 | 144.929 |